# Ivan Donoval
Ivan Donoval (* 1986, Liptovský Mikuláš) je slovenský YouTuber, urbexer, elektrikář, dobrodruh, cestovatel a průzkumník. Je známý svými videi ze zkoumání opuštěných míst a budov nejen na Slovensku ale i v Česku, Maďarsku a Rakousku, ale prozkoumal i několik míst v Chorvatsku.

## Životopis
Pochází z Liptovského Mikuláše. Vystudoval Sdružené střední školu elektrotechnickou v Liptovském Hrádku. Pracuje jako elektrikář a ve volném čase i jako YouTuber. Po zhlédnutí videa natočeného v starých kožedělných závodech v Liptovském Mikuláši (dnes již neexistující budova) začal Donoval zkoumat opuštěná místa a budovy. Prvním opuštěným místem, které navštívil, byly bývalé lázně v Korytnici a považuje ho za své druhé nejoblíbenější místo jaké navštívil. Prvním nejoblíbenějším místem je bývalý vojenský újezd Javorina nedaleko Kežmarku. Na začátku roku 2019 navštívil labyrinty již nefunkční doly Bankov při Košicích, ve kterých našel zachován výtisk novin ze dne 4. května 1999.
Svůj kanál na YouTube založil 27. dubna 2015, ale jeho pravidelná týdenní videa začaly vznikat až na začátku roku 2017. Od začátku tvorby vystřídal velké množství kamer, jako například Sony CX405, CX730E, AS20, DJI Osmo a Oympus TG tracker. Videa stříhá v Corel VideoStudio X9 na notebooku Asus ROG 533. Při cestování používá navigaci Google Maps nebo Osmand.